# Kalter Brunnen (Winkelhaid)
Koordinaten: 49° 24′ 25″ N, 11° 17′ 8″ O

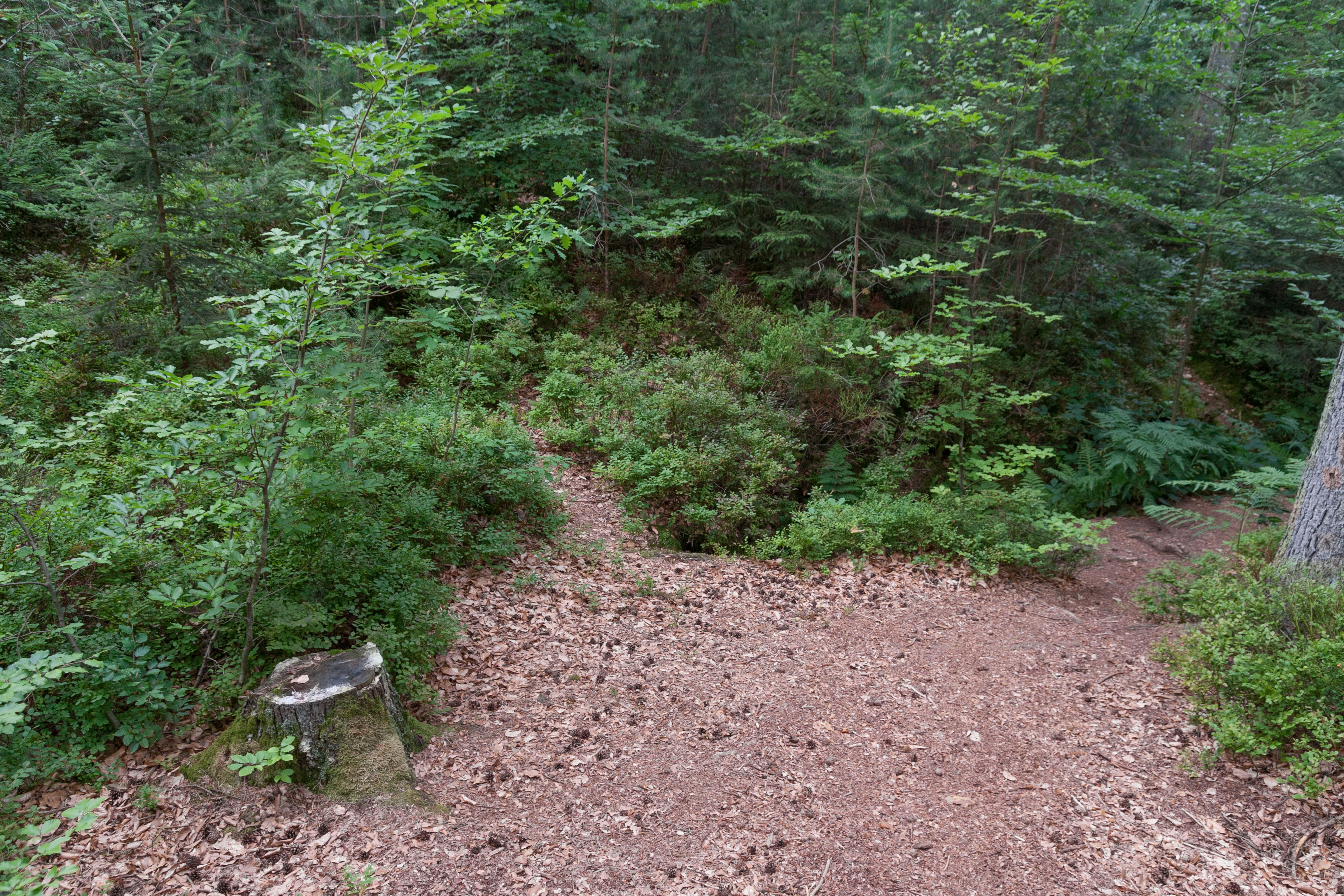
Sicht auf das Umfeld der Quelle

Der Kalte Brunnen ist eine Schichtquelle nahe Ungelstetten, einem Gemeindeteil von Winkelhaid im mittelfränkischen Landkreis Nürnberger Land in Bayern.

## Geographie

### Lage
Der Kalte Brunnen liegt im gemeindefreien Gebiet Winkelhaid auf etwa 403 m ü. NHN. Die kleine, im Feuerletten (Trossingen-Formation) liegende Quelle entspringt etwa 2,3 km nordwestlich von Winkelhaid. Sie befindet sich im Wald zwischen dem knapp 1 km nordöstlich gelegenen Ungelstetten und dem etwas mehr als 2 km südwestlich liegenden Moosbach – wenige Meter neben der die beiden Orte miteinander verbindenden Forststraße. 1,8 km nordwestlich der Quelle liegt Birnthon. Etwa 1 km südöstlich der Quelle kreuzen sich die Bundesautobahnen A 3 und A 6 im Autobahnkreuz Altdorf.
Die im Lorenzer Reichswald gelegene Quelle, die zum Einzugsgebiet des Pegnitz-Zuflusses Röthenbach gehört, befindet sich im Vogelschutzgebiet-Gebiets Nürnberger Reichswald.

### Naturräumliche Zuordnung
Der Kalte Brunnen gehört in der naturräumlichen Haupteinheitengruppe Fränkisches Keuper-Lias-Land (Nr. 11), in der Haupteinheit Mittelfränkisches Becken (113) und in der Untereinheit Nürnberger Becken und Sandplatten (113.5) zum Naturraum Lorenzer Wald (113.52).

## Geschichte
Die kleine idyllische Waldquelle, die in einer kleinen Schlucht zutage tritt, ist sagenumwoben. Hier soll die närrische Gusterti, geistern.
Wer beim Beerenpflücken oder beim Holzsammeln sich verlaufen hatte, der mußte nur rufen: „Gusterti, wou bin i denn?“ Dann half sie ihm aus seiner Not, indem sie ihm aus unsichtbaren Baumwipfeln zurief: „Göh ner grod aus, no kummst zum Brinnla“, war man aber beim Kalten Brunnen, dann war man auch wieder an der Straße.
Die Verwaltung der Bayerischen Staatsforsten hat 2017 vor Ort eine Informationstafel aufgestellt.

## Beschreibung
Die Schichtquelle hat eine geringe Schüttung, die zwei Quelltöpfen entspringt. Das Wasser fließt in einem kleinen Graben ab, der in einen namenlosen Bach mündet. Nach etwa 1,2 km Fließstrecke entwässert er in den nordöstlich gelegenen Röthenbach.

## Verkehrsanbindung und Wanderwege
Etwa 200 m nordnordöstlich vorbei am Kalten Brunnen verläuft die Birnthon, Ungelstetten und Ludersheim miteinander verbindende Kreisstraße LAU 13, welche die A 3 und A 6 unterquert. Unmittelbar vorbei an der Quelle führen die Wanderwege Feucht–Moritzberg (Wegzeichen: ), Fränkischer Dünenweg () und Reichswaldweg (), und wenige Meter südlich verläuft der Rundweg um Winkelhaid (); alle Wege treffen knapp 100 m südwestlich der Quelle aufeinander. Von der LAU 13 kann man auf einem gemeinsamen Abschnitt der drei zuerst genannten Wanderwege zur Quelle laufen.